# Арека Катеху
Арека Катеху або бетелева пальма (Areca catechu) — вид деревоподібних рослин з роду арека родини пальмові. Іноді арекову пальму називають бателевою пальмою або просто арекою, що не зовсім точно, оскільки арека Катеху — лише один із приблизно п'ятдесяти видів роду арека.

## Опис

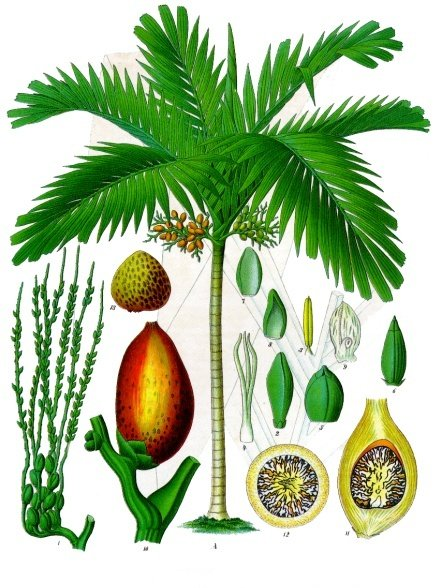
Арека Катеху. Ботанічна ілюстрація з довідника Köhler's Medizinal-Pflanzen, 1887

Арека Катеху — дерево висотою до 20 метрів, з нерозгалуженим прямим стовбуром діаметром 20-30 сантиметрів, покритим кільцеподібними рубцями, що залишаються на місці опалого листя.
Листя перистоскладен, довжиною 1,5-2 метри, охоплюють стовбур довгими листовими піхвами, утворюючи «зелений конус» на верхівці пальми. Доросла пальма зазвичай має 8-12 листків.
Квітки кремово-білі, жіночі квітки зібрані біля основи метелкоподібних суцвіть, чоловічі — ближче до їх верхівки. Рослина перехресноопилювана, пилок переноситься вітром та комахами.
Плоди — помаранчеві або червоні кістянки еліптичної форми величиною з куряче яйце. Усередині містять товстий волокнистий мезокарпій та велику кісточку з дерев'янистою шкаралупою та твердим світло-коричневим насінням, яку називають горіх арека, або «горіх бетель».

## Поширення
Арека Катеху поширена у Південній та Південно-Східній Азії, у Південному Китаї, у Західній Океанії й у Східній Африці.

## Використання
Арека Катеху культивується заради її насіння, яке разом з вапном загортаються в листя бетеля та жується місцевим населенням. Насіння містить алкалоїд ареколін, який сприяє посиленню слиновиділення та додатково збуджує нервову систему, викликаючи легкий наркотичний ефект. За високого вмісту в арековому насінні червоного пігменту слина, язик і порожнина рота забарвлюються при жуванні у цегляно-червоний колір.
Червоний пігмент насіння арекової пальми використовують для фарбування бавовняних тканин.
Як лікарська сировина використовують насіння ареки — лат. Semen Arecae, з якого виділяють ареколін.
У ветеринарії ареколін бромгідрат застосовують як глистогінний засіб (стрічкові глисти), як проносне, а також при ревматичному ураженні копит. Бромгідрат ареколін отруйний, зберігається за списком А.